# Armin Scheurer
Armin Scheurer (* 24. Dezember 1917; † 27. August 1990) war ein Schweizer Leichtathlet und Fussballspieler. Bei den Leichtathletik-Europameisterschaften 1946 und 1950 belegte er vordere Platzierungen im Zehnkampf und im Stabhochsprung. Später wirkte er auch als Leichtathletiknationaltrainer der Schweiz. Im Fussballsport bekleidete er die Rollen von Torhüter und Mittelstürmer. Mit dem FC Biel-Bienne, für den er in 212 Erstligapartien 30 Tore erzielte, wurde er Schweizer Meister von 1946/47. Zudem war er auch in diesem Sport als Trainer tätig. 1950 wurde er erster Schweizer «Sportler des Jahres».

## Wirken
Bei den Europameisterschaften 1946 in Oslo hatte Scheurer im Zehnkampf und im Stabhochsprung gemeldet. Nachdem er den Zehnkampf absolviert hatte, zog er seine Meldung für den Stabhochsprung zurück. Im Zehnkampf erreichte er 6655 Punkte, die 6458 Punkten nach der Punktetabelle von 1985 entsprechen. Nach damaliger Punktwertung fehlten ihm nur sechs Punkte auf den Gewinner der Bronzemedaille, den Schweden Göran Waxberg.
1948 gab Scheurer bei den Olympischen Spielen in London, wo er Flaggenträger der Schweizer war, bereits nach der ersten Disziplin auf. Bei den Europameisterschaften 1950 in Brüssel erreichte Scheurer im Zehnkampf 6944 Punkte (= 6637) und belegte den fünften Platz. Am ersten Zehnkampftag qualifizierte er sich zwischendurch mit einem Sprung von 4,00 m für den Final im Stabhochsprung. Am Tag nach dem Zehnkampf sprang er erneut 4,00 m und wurde Sechster im Stabhochsprung. Ende des Jahres 1950 wurde er als erster zum Schweizer Sportler des Jahres gewählt.
Insgesamt erreichte Scheurer von 1942 bis 1951 in der Leichtathletik 15 Titel eines Schweizer Meisters, je sechs im Stabhochsprung und im Zehnkampf, zwei im Dreisprung und einen im Weitsprung. Er stellte neun Landesrekorde im Stabhochsprung auf, wobei er die Rekordmarke von 4,03 m auf 4,30 m steigerte. Den Landesrekord im Dreisprung verbesserte er zweimal, zuletzt auf 14,58 m. Der Dreisprungrekord wurde 1954 von Fritz Portmann, der Stabhochsprungrekord erst 1960 von Gérard Barras verbessert.
Scheurer startete als Leichtathlet für den BTV Biel. Bei einer Körpergrösse von 1,84 m hatte Scheurer ein Wettkampfgewicht von 82 kg.

### Fussballer
Neben seiner Leichtathletikkarriere spielte Scheurer auch Fussball. Er gehörte als Amateur dem Kader des FC Biel-Bienne in der Saison 1946/1947 an, als die Bieler ihren einzigen Meistertitel gewannen. In der ersten Liga, der seinerzeitigen Nationalliga A, bestritt er insgesamt 212 Spiele, in denen er 30 Tore erzielte. Dabei wurde er in 77 Partien als Goalie eingesetzt.

#### Vereine
- 1940/41: FC Grenchen
- 1946–55: FC Biel-Bienne

Trainer
- 1951–52: FC Biel-Bienne
- 1956–58: FC Aarau